# Michael Calce
Michael Calce (Montreal, Canada) is een Canadees ex-crimineel die op jonge leeftijd bekendheid genoot onder zijn internetalias MafiaBoy. Calce was in februari 2000 verantwoordelijk voor een reeks denial-of-serviceaanvallen op commerciële websites waaronder Yahoo!, Amazon.com, Dell, E-Trade, eBay en CNN.  Op het moment van de aanvallen was mafiaboy 15 jaar.

## Mafiaboy
De aanvallen kregen behoorlijk wat publiciteit. Het feit dat een 15-jarige Yahoo! - op dat moment de grootste zoekmachine - een uur lang kon platleggen, zorgde voor paniek. In de dagen na de aanslagen riep de toenmalig Amerikaanse president Bill Clinton een speciale cybersecuritytop bijeen. De aanvallen hadden een negatief effect op de Amerikaanse economie. De globale financiële schade werd geschat op 1,7 miljard Canadese dollar, hoewel tijdens de rechtszaak een schatting van C$ 7,5 miljoen werd gegeven. Calce werd in april 2000 opgepakt en in september 2001 schuldig bevonden aan 56 aanklachten die voortvloeiden uit hacking en het aanvallen van de websites. Hij werd veroordeeld tot acht maanden in "open bewaring", een strafvorm waarbij een minderjarige wordt opgevangen in een opvanghuis om terug te keren in de maatschappij en een internetverbod van vijf jaar. De bijnaam MafiaBoy was de nickname die hij gebruikte op het internet en chatrooms.

## Berouw
Na een lang stilzwijgen besloot Calce in 2008 voor het eerst te spreken over zijn criminele gedrag. Hij deed dit in een interview met de CBC, waar hij vertelde hoe hij aangespoord werd door andere hackers. Deze hackers zeiden dat het onmogelijk was om CNN of Yahoo! naar beneden te halen, vanwege de geavanceerde netwerken en het internetverkeer dat er voorbij kwamen. Daarop wilde hij zich bewijzen en hen aantonen dat het wel mogelijk was. Hij besefte pas na het stellen van zijn aanval welk gevolg deze had. Hij besefte dat zijn daden illegaal, roekeloos en dom waren geweest. Aanvankelijk ontkende hij maar tijdens de terechtzitting gaf hij toch een bekentenis. Hij hoopte dat hij mensen kon helpen door zijn ervaringen te delen en hoopte dat er nooit een tweede Calce zou opstaan. Tegenwoordig staat hij bedrijven bij om zich online te beschermen tegen internetcriminaliteit.

## Boek
Calce schreef in 2008 samen met Craig Silverman het boek "Mafia Boy: Hoe kan ik het internet kraken en waarom is het nog steeds gebroken?". In dit boek gebruikt hij zijn ervaring als waarschuwing. Michael neemt zijn lezers mee in de geschiedenis van hacking en hoe het heeft bijgedragen tot een nieuwe criminaliteit in de 21e eeuw.
In 2010 schreef hij een biografie over zijn leven getiteld "Mafiaboy: een portret van een hacker als jongeman". In het boek vertelt hij zijn verhaal als jonge hacker en onderzoekt er de huidige stand van online beveiliging. Het boek begint op de dag dat hij zijn eerste computer kreeg op zesjarige leeftijd tot en met de geheime chatrooms van de toen ontluikende hackersgemeenschap waartoe hij behoorde.

## MafiaBoyit
Mafiaboyit.com is een website die werd opgestart door Michael Calce. Het is een website waarop discussies over netwerkbeveiliging en andere IT-zaken terug te vinden zijn. Het is de bedoeling dat Michael Calce regelmatig eigen commentaren post op de website, alsook artikelen in verband met informatica. Daarnaast worden handige tips en tricks gegeven rond informatica. Via deze website wil hij de mensen informeren op gebied van de nieuwste en beste programma's in verband met IT-beveiliging.

## Boodschap
Volgens Michael is het nu zelfs makkelijker geworden om te doen wat hij toen deed. Wie vroeger wilde hacken, moest zelf een arsenaal aan online tools (gereedschap) opbouwen tot hij kon overgaan tot het hacken zelf. Vandaag maken hackers desktops die men kan downloaden. Eens gedownload, heeft men alle materiaal om zelf te hacken. Hij benadrukt dat men vroeger meer uit nieuwsgierigheid hackte dan nu. Nu zijn veel hackers eropuit om te hacken vanuit het oogpunt van de misdaad of spionage. Michael geeft aan dat gebruikers betere voorzorgsmaatregelen kunnen/moeten nemen om voor hun informaticaveiligheid te zorgen. Volgens hem slagen hackers vooral in hun daden, omdat ze vertrouwen op de naïviteit van de gebruikers. Hij benadrukt het belang van patchen en het uitvoeren van updates van antivirusprogramma’s.
In zijn visie is een overheidsinstantie nodig die alle codes die op het internet circuleren certificeert. Ondanks alle energie die de IT-industrie investeert in de vaststelling van inbreuken op de beveiliging zal de kwetsbaarheid blijven omdat het internet zelf te snel groeit.